# Батанес
Батанес (іват.: Probinsya nu Batanes; ілоко: Probinsia ti Batanes; філ.: Lalawigan ng Batanes) — провінція на Філіппінах, розташована в регіоні Долина Кагаян. Це найпівнічніша провінція країни, також вона найменша за розмірами та населенням. Адміністративним центром є муніципалітет Баско, розташований на острові Батан.
Острівна група Батанес складається з десяти островів, розташована в Лусонській протоці приблизно в 162-х кілометрах на північ від головного острова Філіппін Лусона і приблизно за 190 кілометрів на південь від острова Тайвань. Три найбільших острова, Батан, Ітбеят та Сабтанг є єдиними населеними островами. Площа провінції становить 219 км2. Майже половина площі - пагорби та гори.
Острівна провінція Батанес розташована на величезному просторі води, в місці, де Тихий океан зливається з Китайським морем. Цей регіон є з'єднувальною ланкою між Філіппінами, з однієї сторони, та Японією, Китаєм, Гонконгом і Тайванем, з іншої. Ці води багаті морськими ресурсами.
Батанес має тропічний клімат. Середньорічна температура становить 26,0 °С, а середня місячна температура коливається від 22,0 °С у січні до 28,5 °C у липні.
Адміністративно провінція поділяється на 6 муніципалітетів. Населення провінції згідно перепису 2015 року становило 17 246 осіб. Понад 90% населення католики.